# Amundsen-Nobile Climate Change Tower
La Amundsen-Nobile Climate Change Tower è una torre di 34 m installata a Ny-Ålesund per lo studio di diversi parametri fisici nello strato limite atmosferico della bassa troposfera. In particolare vengono misurati in continuo i parametri meteorologici (temperatura, umidità relativa, intensità e direzione del vento) a quattro diversi livelli di altezza e le quattro componenti della radiazione solare ed infrarossa alla sommità della torre stessa. Inoltre vengono misurate l'altezza dello strato di neve e la sua temperatura a due profondità. La torre è stata finanziata dal Dipartimento Terra e Ambiente (DTA) del Consiglio Nazionale delle Ricerche (CNR) e installata dalla Kings Bay nel villaggio scientifico di Ny-Ålesund alle Svalbard; l'inaugurazione è avvenuta il 30 aprile 2009. La CCT è un importante punto di riferimento per lo studio del bilancio di energia alla superficie e dei processi di interazione e di scambio tra le varie componenti del sistema climatico.
La struttura è dedicata alle imprese dell'esploratore norvegese Roald Amundsen e di quello italiano Umberto Nobile.